# Mordellistena gianassoi
Mordellistena gianassoi es una especie de coleóptero de la familia Mordellidae.

## Distribución geográfica
Habita en Marruecos.